# Eulophias owashii
Eulophias owashii és una espècie de peix de la família dels estiquèids i de l'ordre dels perciformes.

## Descripció
- Fa 17 cm de llargària màxima.[8][9]

## Hàbitat i distribució geogràfica
És un peix marí, demersal i de clima temperat, el qual viu al Pacífic nord-occidental: la costa oriental del sur de l'illa de Honshu (el Japó).

## Observacions
És inofensiu per als humans.